# Yankee Stadium
El Yankee Stadium és un estadi de beisbol de la ciutat de Nova York i és la seu dels New York Yankees, equip de les Grans Lligues de Beisbol dels Estats Units. El recinte, inaugurat l'any 2009, va reemplaçar l'antic Yankee Stadium, situat precisament a la rodalia del nou estadi. En termes generals, l'edifici té similars característiques a l'antic, tot i que un 63 per cent més gran i amb incorporacions modernes.
És l'estadi més car mai construït en la història del beisbol; i el segon recinte esportiu, a nivell mundial, darrere de l'Estadi de Wembley. Altres seccions de l'estadi inclouen el Monument Park, localitzat al darrere del jardí central i lloc dedicat a la memòria dels millors jugadors del club, el New York Yankees Museum, col·lecció d'objectes relatius a la història dels Yankees i al beisbol, i el Great Hall, ampli espai que allotja diverses botigues i restaurants. El bitllet més car, per veure un partit, es va valorar en US$ 2.625 dòlars.

## Inauguració
Encara que oficialment el primer partit de la temporada va ser el 16 d'abril enfront dels Cleveland Indians, l'equip local va tenir el seu primer joc de pretemporada el 3 d'abril davant dels Chicago Cubs amb victòria de 7-4. El llançament cerimonial va ser realitzat per Reggie Jackson. La inauguració de l'estadi va tenir la presència de famosos exjugadors dels Yankees com el mateix Reggie Jackson, Rickey Henderson i Rich Gossage.

## Altres usos

### Futbol
El Yankee Stadium és la seu del New York City Football Club, franquícia de la Major League Soccer propietat del Manchester City i dels New York Yankees.

### Altres esdeveniments
- Redbull Estats Units 2016